# Buskeufonia
Buskeufonia (Euphonia affinis) är en fågel i familjen finkar inom ordningen tättingar. Den förekommer i Centralamerika från Mexiko till Costa Rica. Arten minskar i antal, men beståndet anses vara livskraftigt.

## Kännetecken

### Utseende
Buskeufonian är en liten en fink mörka ben och ögon och tunnare näbb än andra eufonior. Hanen är lysande gul under och svart ovan med en liten gul fläck på främre delen av hjässan. Undergumpen är vit. Honan har grått huvud, sotgrön ovansida, beigegrå undersida och vit buk och undergump.

### Läten
Buskeufonian är en ljudlig art med läten som i engelsk litteratur återges som ljusa "dwee dwee dwee", sorgsamma "syeeu syeeu" och kvittriga "slip slip" i flykten. Sången är en varierande ramsa innehållande "si chi-chi-chi-si" och en fyllig, kvittrande serie.

## Utbredning och systematik
Buskeufonia delas idag vanligen in i två underarter med följande utbredning:
- Euphonia affinis olmecorum – förekommer i södra Mexiko (Oaxaca och Chiapas)
- Euphonia affinis affinis – förekommer från tropiska östra Mexiko (Tamaulipas) till nordvästra Costa Rica

Västmexikansk eufonia (E. godmani) inkluderades fram tills nyligen i buskeufonuan, och vissa gör det fortfarande. Numera urskiljs den dock vanligen som egen art, baserat på studier som visar på skillnader i utseende, läte och genetik.

### Familjetillhörighet
Tidigare behandlades släktena Euphonia och Chlorophonia som tangaror, men DNA-studier visar att de tillhör familjen finkar, där de tillsammans är systergrupp till alla övriga finkar bortsett från släktet Fringilla.

## Levnadssätt
Buskeufonian hittas i ungskog, jordbruksområden, trädgårdar och andra områden påverkade av människan. Den hittas ofta nära gulpannad eufonia, men även i andra artblandade flockar på jakt efter frukt, framför allt mistelbär.

### Häckning
Det klotformade boet med sidoingång placeras i snårig vegetation eller andra skyddade områden. Däri lägger den två till fem vitaktiga ägg med bruna fläckar.

## Status och hot
Arten har ett stort utbredningsområde och en stor population, men tros minska i antal, dock inte tillräckligt kraftigt för att den ska betraktas som hotad. Internationella naturvårdsunionen IUCN listar därför arten som livskraftig (LC). Beståndet uppskattas till i storleksordningen en halv till fem miljoner vuxna individer. IUCN inkluderar dock västmexikansk eufonia i bedömningen.